# Rebecca Limerick
Rebecca Limerick es una deportista sueca que compitió en judo. Ganó una medalla de plata en el Campeonato Europeo de Judo de 1982, en la categoría de –56 kg.

## Palmarés internacional
| Campeonato Europeo | Campeonato Europeo | Campeonato Europeo | Campeonato Europeo |
| Año                | Lugar              | Medalla            | Categoría          |
| ------------------ | ------------------ | ------------------ | ------------------ |
| 1982               | Oslo (Noruega)     | Medalla de plata   | –56 kg             |